# Johan Banér
Johan Gustafsson Banér, även Jan Banér, född 23 juni 1596 på Djursholm, död 10 maj 1641 i Halberstadt, var en svensk fältherre; överste 1620, riksråd och general 1630, fältmarskalk 1634. Han tillhörde den uradliga ätten Banér.

## Biografi
Johan Banér föddes på Djursholms slott den 23 juni 1596. Föräldrar var Gustav Axelsson Banér och Kristina Svantesdotter Sture, han var deras tolfte barn. Redan vid fyra års ålder miste han sin far som i likhet med hans farbror Sten Axelsson Banér avrättades vid Linköpings blodbad år 1600.
Banér anses som en av Sveriges främsta fältherrar genom tiderna. Redan som 19-åring deltog han i det ryska kriget. Genom sin duglighet som organisatör och truppförare steg han snabbt i de militära graderna. 
I slaget vid Breitenfeld 1631, en av den svenska arméns största segrar någonsin, förde han befäl över den högra flygeln.
Efter Breitenfeld skickas Banér med en styrka norrut för att säkra förbindelserna till dom svensk-kontrollerade hamnarna vid Östersjön. I augusti 1632 förenas han igen med Gustav Adolfs armé. Under en rekognoscering blir Banér sårad i armen av en muskötkula. 
1634 utsågs Banér till fältmarskalk som ersättare för fältmarskalken Gustaf Horn som hade blivit tillfångatagen under slaget vid Nördlingen. Hans uppgift blev att besätta och utbilda en ny armé eftersom trupperna nästan var i upplösningstillstånd, vilket han sägs ha lyckats bra med, och snart var ordningen återställd och armén åter stridberedd.
År 1636 vann den svenska armén under hans ledning en stor seger över de kejserligas och sachsarnes förenade härar i slaget vid Wittstock. Året därpå, 1637 belägrade han Leipzig, men efter att Österrike under Gallas tvingade honom att fly, ledde han på ett framgångsrikt sätt arméns återtåg till norra Tyskland. Det är vid detta tillfälle som de kejserliga generalerna lär ha fällt kommentaren att nu hade de "Banér i säcken", vilket han senare kommenterade med orden: "De glömde att knyta till den". Banér hann kröna sin framgångsrika militära karriär med segrarna i slaget vid Chemnitz och slaget vid Melnitz år 1639. "Den grymme mordbrännaren" företog även ett förödande fälttåg till Böhmen, i vilket hans armé i stort sett förstörde Böhmen. 
Banér var känd för sin stora aptit på mat, kvinnor och starkvaror. Han svor och ansågs snar till vrede men genom sina goda ledaregenskaper uppskattades Banér av sina underlydande. Av sina motståndare ansågs han som en råbarkad slugger, urtypen för en befälhavare där gåpåaranda och mod kompenserade bristande taktik. Hans temperament och brist på diplomatisk begåvning gjorde att han ofta kom i konflikt med allierades befälhavare.
Det finns olika uppfattningar om dödsorsaken. Banér var sjuk i några veckor innan dödsfallet och fick ett "anfall" innan han, febrig och buren på en bår, avled av skrumplever enligt författaren Peter Englund. Banér hade kanske också malaria enligt författaren Gunnar Wetterberg. Banér dog kvart över fyra  på morgonen, 10 maj, 1641, och ligger begravd i Riddarholmskyrkan i Stockholm i det Banérska gravkoret.
Gift 1:o 1623 med Catharina Elisabet von Pfuel. Gift 2:o 25 juli 1636 med grevinnan Elisabet Juliana av Erpach. Gift 3:o 16 september 1640 med markgrevinnan Johanna Margareta av Baden-Hochberg. Hans sista bröllop blev planerat att hållas i närheten av Banérs armé på slottet Arolsen men då det fortfarande var inom räckhåll för fienden tog han med en eskort på 3 000 ryttare och 1 000 musketerare och under deras beskydd gifte sig med Johanna. 

## Bilder

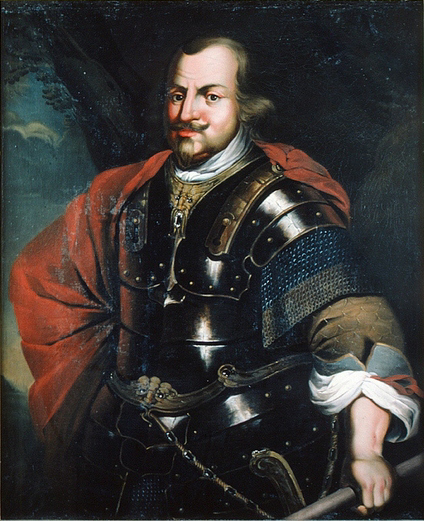
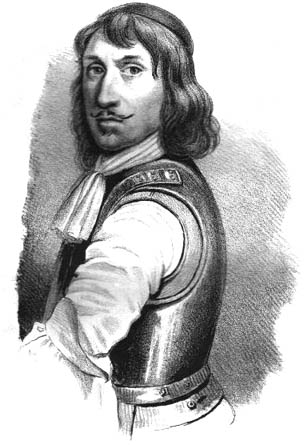
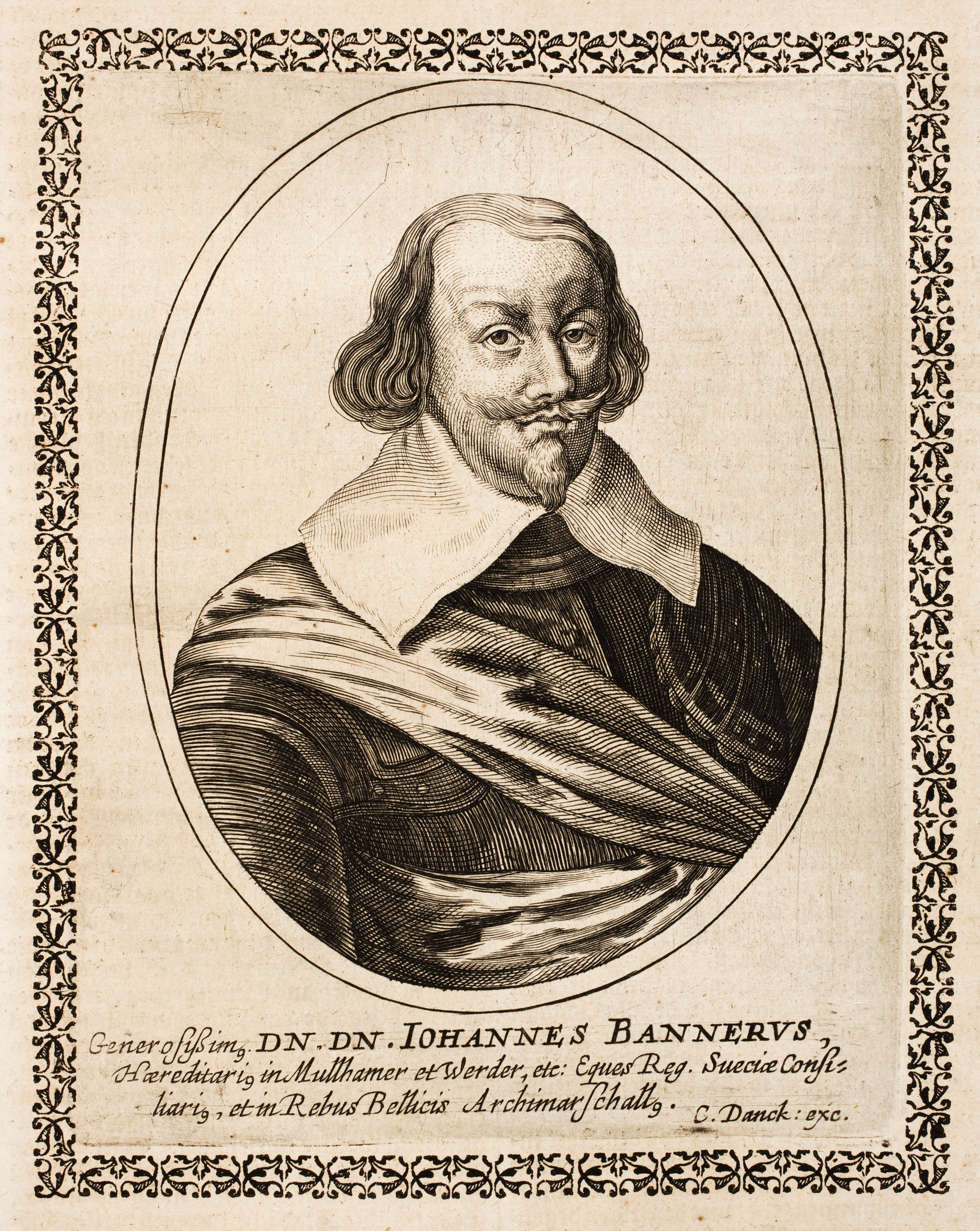

## Barn
1. Gustaf Adam Banér
2. Christina Barbro Banér
3. Catharina
4. NN
5. Anna[1]